# Natação no Campeonato Mundial de Esportes Aquáticos de 2023 - 50 m peito masculino
A disputa na modalidade 50 metros peito masculino de Natação no Campeonato Mundial de Esportes Aquáticos de 2023 fora realizada nos dias 25 e 26 de julho de 2023 na Marine Messe Fukuoka em Fukuoka, no Japão. Ao todo, 62 nadadores de 59 Comitês Olímpicos Nacionais participaram do evento.

## Formato da competição
A competição consiste em três rodadas: eliminatórias, semifinais e final. Os nadadores com os 16 melhores tempos nas baterias preliminares avançam as semifinais. Já os nadadores com os 8 melhores tempos nas semifinais avançam a final. Desempates (swim-offs) são utilizados conforme necessário para quebrar os empates de avanço a próxima rodada.

## Calendário
Todos os horários estão na Hora legal japonesa (UTC+9).
| Data                | Horário | Fase          |
| ------------------- | ------- | ------------- |
| 25 de julho de 2023 | 10:32   | Eliminatórias |
| 25 de julho de 2023 | 20:00   | Semifinais    |
| 26 de julho de 2023 | 20:00   | Final         |

## Recordes
Antes desta competição, os recordes mundiais e do campeonato nesta prova eram os seguintes:
| Tipo                  | Atleta     | Tempo  | Local     | Data                |
| --------------------- | ---------- | ------ | --------- | ------------------- |
|                       | Adam Peaty | 25s 95 | Budapeste | 25 de julho de 2017 |
| Recorde do campeonato | Adam Peaty | 25s 95 | Budapeste | 25 de julho de 2017 |

## Medalhistas
| Ouro                | Prata                     | Bronze             |
| Qin Haiyang · China | Nic Fink · Estados Unidos | Sun Jiajun · China |

## Resultados

### Eliminatórias
As eliminatórias foram realizadas no dia 25 de julho com início às 10:32.
| Pos. | Bateria | Raia | Nadador                 | CON                             | Tempo | Notas |
| ---- | ------- | ---- | ----------------------- | ------------------------------- | ----- | ----- |
| 1    | 6       | 5    | Qin Haiyang             | China                           | 26.34 | Q,    |
| 2    | 7       | 4    | Nicolò Martinenghi      | Itália                          | 26.64 | Q     |
| 3    | 5       | 4    | Sun Jiajun              | China                           | 26.76 | Q     |
| 3    | 6       | 3    | Samuel Williamson       | Austrália                       | 26.76 | Q     |
| 5    | 7       | 5    | João Gomes Júnior       | Brasil                          | 26.81 | Q     |
| 6    | 6       | 4    | Nic Fink                | Estados Unidos                  | 26.91 | Q     |
| 7    | 5       | 3    | Lucas Matzerath         | Alemanha                        | 26.94 | Q     |
| 8    | 5       | 5    | Simone Cerasuolo        | Itália                          | 27.06 | Q     |
| 9    | 7       | 3    | Bernhard Reitshammer    | Áustria                         | 27.11 | Q     |
| 10   | 5       | 2    | Caspar Corbeau          | Países Baixos                   | 27.15 | Q     |
| 11   | 7       | 7    | Peter John Stevens      | Eslovênia                       | 27.20 | Q     |
| 12   | 7       | 1    | Arkadios Aspougalis     | Grécia                          | 27.23 | Q     |
| 13   | 7       | 2    | Emre Sakçı              | Turquia                         | 27.28 | Q     |
| 14   | 7       | 6    | Michael Houlie          | África do Sul                   | 27.31 | Q     |
| 15   | 6       | 6    | Yuya Hinomoto           | Japão                           | 27.35 | Q     |
| 16   | 5       | 6    | Valentin Bayer          | Áustria                         | 27.36 | Q     |
| 17   | 6       | 1    | Miguel de Lara          | México                          | 27.38 |       |
| 18   | 6       | 8    | Mikel Schreuders        | Aruba                           | 27.47 |       |
| 19   | 6       | 7    | Choi Dong-yeol          | Coreia do Sul                   | 27.48 |       |
| 19   | 7       | 0    | Denis Petrashov         | Quirguistão                     | 27.48 |       |
| 21   | 5       | 1    | James Dergousoff        | Canadá                          | 27.53 |       |
| 22   | 4       | 5    | Darragh Greene          | Irlanda                         | 27.54 |       |
| 23   | 6       | 0    | Joshua Gilbert          | Nova Zelândia                   | 27.59 |       |
| 24   | 7       | 8    | Jorge Murillo           | Colômbia                        | 27.71 |       |
| 25   | 7       | 9    | Maksym Ovchinnikov      | Ucrânia                         | 27.78 |       |
| 26   | 5       | 0    | Youssef El-kamash       | Egito                           | 27.80 |       |
| 27   | 4       | 1    | Chao Man Hou            | Macau                           | 27.84 |       |
| 28   | 5       | 7    | Andrius Šidlauskas      | Lituânia                        | 27.98 |       |
| 29   | 6       | 2    | Olli Kokko              | Finlândia                       | 27.99 |       |
| 30   | 4       | 2    | Nicholas Lia            | Noruega                         | 28.09 |       |
| 30   | 4       | 3    | Jadon Wuilliez          | Antígua e Barbuda               | 28.09 |       |
| 32   | 5       | 8    | Ronan Wantenaar         | Namíbia                         | 28.24 |       |
| 33   | 3       | 4    | Mariano Lazzerini       | Chile                           | 28.44 |       |
| 34   | 4       | 6    | Maximillian Wei Ang     | Singapura                       | 28.51 |       |
| 35   | 4       | 4    | Panayiotis Panaretos    | Chipre                          | 28.55 |       |
| 36   | 4       | 8    | Adrian Robinson         | Botswana                        | 28.67 |       |
| 37   | 5       | 9    | Andrew Goh              | Malásia                         | 28.75 |       |
| 38   | 4       | 0    | Andres Martijena        | República Dominicana            | 28.86 |       |
| 39   | 6       | 9    | Muhammad Dwiky Raharjo  | Indonésia                       | 28.89 |       |
| 40   | 3       | 3    | Tasi Limtiaco           | Estados Federados da Micronésia | 28.95 |       |
| 41   | 3       | 9    | Julio Calero Suarez     | Cuba                            | 28.97 |       |
| 42   | 4       | 9    | Matthew Lawrence        | Moçambique                      | 29.02 |       |
| 43   | 3       | 5    | Luka Eradze             | Geórgia                         | 29.06 |       |
| 44   | 2       | 8    | Alexandre Grand'Pierre  | Haiti                           | 29.10 |       |
| 45   | 4       | 7    | Phạm Thanh Bảo          | Vietname                        | 29.17 |       |
| 46   | 3       | 8    | Ashot Chakhoyan         | Armênia                         | 29.46 |       |
| 47   | 3       | 6    | Giacomo Casadei         | San Marino                      | 29.84 |       |
| 48   | 3       | 0    | Zach Moyo               | Zâmbia                          | 30.05 |       |
| 49   | 3       | 2    | Shade Canogan           | São Vicente e Granadinas        | 30.23 |       |
| 50   | 3       | 1    | Jayden Loran            | Curaçau                         | 30.32 |       |
| 51   | 2       | 1    | Hendrik Powdar          | Suriname                        | 30.75 |       |
| 52   | 3       | 7    | Sebastien Kouma         | Mali                            | 31.03 |       |
| 53   | 2       | 2    | Chadd Ng Chiu Hing Ning | Essuatíni                       | 32.37 |       |
| 54   | 2       | 4    | Slava Sihanouvong       | Laos                            | 32.93 |       |
| 55   | 1       | 5    | Anthony Deleon          | Marianas Setentrionais          | 33.05 |       |
| 56   | 2       | 5    | Fodé Amara Camara       | Guiné                           | 33.42 |       |
| 57   | 2       | 3    | Jion Hosei              | Palau                           | 35.01 |       |
| 58   | 2       | 7    | Hamzah Mayas            | Iêmen                           | 40.35 |       |
| 59   | 2       | 6    | Ousman Jobe             | Gâmbia                          | 41.77 |       |
| 6.   | 1       | 4    | Hilal Hemed Hilal       | Tanzânia                        | DSQ   | DSQ   |
| 6.   | 2       | 0    | Abdulla Khalid Jamal    | Bahrein                         | DSQ   | DSQ   |
| 62   | 1       | 3    | Ibrahim Kamara          | Serra Leoa                      | DNS   | DNS   |

### Semifinais
As semifinais foram realizadas no dia 25 de julho com início às 20:34.
| Pos. | Raia | Nadador | CON                  | Tempo          | Notas | Notes |
| ---- | ---- | ------- | -------------------- | -------------- | ----- | ----- |
| 1    | 2    | 4       | Qin Haiyang          | China          | 26.20 | Q,    |
| 2    | 1    | 4       | Nicolò Martinenghi   | Itália         | 26.74 | Q     |
| 3    | 2    | 5       | Sun Jiajun           | China          | 26.78 | Q     |
| 4    | 2    | 6       | Lucas Matzerath      | Alemanha       | 26.89 | Q     |
| 5    | 2    | 3       | João Gomes Júnior    | Brasil         | 26.90 | Q     |
| 6    | 1    | 3       | Nic Fink             | Estados Unidos | 26.95 | Q     |
| 7    | 2    | 7       | Peter John Stevens   | Eslovênia      | 27.04 | Q     |
| 8    | 1    | 5       | Samuel Williamson    | Austrália      | 27.06 | Q     |
| 9    | 1    | 6       | Simone Cerasuolo     | Itália         | 27.07 |       |
| 10   | 1    | 2       | Caspar Corbeau       | Países Baixos  | 27.21 |       |
| 11   | 2    | 2       | Bernhard Reitshammer | Áustria        | 27.25 |       |
| 11   | 2    | 8       | Yuya Hinomoto        | Japão          | 27.25 |       |
| 13   | 2    | 1       | Emre Sakçı           | Turquia        | 27.32 |       |
| 14   | 1    | 8       | Valentin Bayer       | Áustria        | 27.45 |       |
| 15   | 1    | 7       | Arkadios Aspougalis  | Grécia         | 27.50 |       |
| 16   | 1    | 1       | Michael Houlie       | África do Sul  | 27.57 |       |

### Final
A final será realizada no dia 26 de julho às 21:01.
| Pos.              | Raia | Nadador            | CON            | Tempo | Notas |
| ----------------- | ---- | ------------------ | -------------- | ----- | ----- |
| Medalha de ouro   | 4    | Qin Haiyang        | China          | 26.29 |       |
| Medalha de prata  | 7    | Nic Fink           | Estados Unidos | 26.59 |       |
| Medalha de bronze | 3    | Sun Jiajun         | China          | 26.79 |       |
| 4                 | 8    | Samuel Williamson  | Austrália      | 26.82 |       |
| 5                 | 5    | Nicolò Martinenghi | Itália         | 26.84 |       |
| 6                 | 6    | Lucas Matzerath    | Alemanha       | 26.94 |       |
| 7                 | 2    | João Gomes Júnior  | Brasil         | 26.97 |       |
| 8                 | 1    | Peter John Stevens | Eslovênia      | 27.08 |       |

Legenda
| Recorde mundial       | Recorde mundial (World record)               |                       | Recorde africano                      | Recorde africano (African) |                                           | Q | Classificado por posição (Qualified) |
| Recorde do campeonato | Recorde do campeonato (Championship record)  | Recorde da América    | Recorde da América (Americas)         | q                          | Classificado por melhor tempo (Qualified) |   |                                      |
| Melhor marca do ano   | Melhor marca do ano (World leading)          | Recorde asiático      | Recorde asiático (Asian)              | DNS                        | Não largou (Did not start)                |   |                                      |
| Recorde nacional      | Recorde nacional (National record)           | Recorde europeu       | Recorde europeu (European)            | DNF                        | Não terminou (Did not finish)             |   |                                      |
| Recorde pessoal       | Recorde pessoal do atleta (Personal best)    | Recorde da Oceania    | Recorde da Oceania (Oceania)          | DSQ / DQ                   | Desclassificado (Disqualified)            |   |                                      |
| Recorde da temporada  | Recorde da temporada do atleta (Season best) | Recorde sul-americano | Recorde sul-americano (South America) | NM                         | Sem marca (No mark)                       |   |                                      |